# Santa Elena Norte
Santa Elena Norte es un caserío peruano ubicado en el distrito de Barranca, perteneciente a la provincia homónima del departamento de Lima, en la costa central del Perú. 

## Ubicación
Santa Elena Norte se ubica al oeste de la provincia de Barranca, en el distrito de Barranca, en el departamento de Lima.

## Demografía
En 2017 Santa Elena Norte tenía una población de 229 habitantes.
| Gráfica de evolución demográfica de Santa Elena Norte entre 1993 y 2017 |
|                                                                         |
| Fuentes: Población 1993 y 2017                                          |